# تشارلز آر لارسون (باحث)
تشارلز ريموند لارسون (14 يناير 1938). – 22 مايو 2021) كان باحثًا أمريكيًا في الأدب، وخاصة الأدب الإفريقي. نشر عددا من مختارات الأدب الإفريقي، فضلا عن النقد الأدبي، ويعتبر أحد مؤسسي دراسة الأدب الأفريقي في الولايات المتحدة.

## مجموعات خارجية
أوراق لارسون في مركز هاري رانسوم